# Gai Maito
Gai Maito (マイト ガイ?, Maito Gai) è un personaggio della serie manga e anime Naruto, scritta e disegnata da Masashi Kishimoto. Il suo nome può essere traslitterato anche in senso anglofono come Might Guy e infatti tale trascrizione è stata usata in alcune edizioni estere.
Soprannominato "La Bestia verde della Foglia" (木ノ葉の気高き碧い猛獣?, Konoha no Kedakaki Aoi Mōjū), è il capitano del team composto da Neji Hyuga, Tenten e Rock Lee e si considera il rivale di Kakashi Hatake. È uno dei personaggi che rappresentano la parte comica dell'opera, sebbene le sue vicende siano ricche di insegnamenti, valori e anche parti drammatiche.
Appare in altri media, compresi tutti i videogiochi, OAV e anche in alcune linee di merchandise.

## Il personaggio

### Creazione e aspetto
Insieme al suo pupillo Rock Lee, Gai trae ispirazione da Bruce Lee: oltre che nell'aspetto fisico e nell'uso delle arti marziali, i due si assomigliano anche per l'uso del nunchaku, un'arma che l'attore usava frequentemente nei suoi film. Per la creazione di Gai Kishimoto si è ispirato anche agli insegnanti di educazione fisica delle scuole giovanili e come mostrato nel secondo databook ufficiale (Hiden: Tō no Sho) la traslitterazione del suo nome sarebbe dovuta essere "Guy" ("ragazzo" in inglese) poi cambiata in Gai, nome mantenuto anche nella versione inglese dell'anime.
Alto 185 cm per 77 kg, Gai è conosciuto per le sue spesse sopracciglia, la lucente capigliatura a scodella e un incredibile zelo: tutti questi elementi lo rendono particolarmente poco attraente ma lui non se ne vergogna affatto, anzi ne va addirittura fiero. A causa della sua tuta da combattimento è soprannominato la "Bestia verde della Foglia": a suo dire essa risulta particolarmente comoda e rende i movimenti molto più liberi, garantendo inoltre un'ottima traspirazione essendo dotata di proprietà eccezionali contro l'umidità (la definisce addirittura "l'indumento perfetto per l'atleta perfetto"). Gai ha regalato questa tuta a Rock Lee, che è l'unico ad indossarla, a Naruto, che la indossa in alcune occasioni, a Neji e a Tenten, che però non ne faranno mai uso considerandola molto ridicola; indossa inoltre delle cavigliere arancioni, sotto le quali porta dei pesi pesantissimi.

### Personalità
Gai ricalca lo stereotipo del perfetto artista marziale: oltre a parlare sempre in modo molto formale anche con gli amici, dimostra grande rispetto per tutti i nemici che affronta ed è inoltre estremamente rispettoso delle leggi e dei regolamenti. Tutto quello in cui crede gli è stato trasmesso dal padre, Dai Maito, che gli ha inculcato insegnamenti come "Lottare per quello in cui si crede è di per sé una grande vittoria" e "Non è importante riuscire a fare una cosa, ciò che conta è credere fermamente di potercela fare".

Al tempo stesso Gai rappresenta anche una parodia del mondo delle arti marziali, come testimoniano le scene in cui esalta le virtù della gioventù con le "fiamme nelle pupille", quando conforta Lee dopo averlo rimproverato con alle spalle l'immagine di onde che si frangono sulla scogliera e lacrime di commozione agli occhi, la "posa da figo" (braccio teso in avanti, occhiolino, mano chiusa ad eccezione del pollice e sorriso a trentadue denti con tanto di stellina) e gli assurdi allenamenti a cui maestro e allievo si sottopongono.

Ha inoltre una memoria molto breve, tanto da combattere per tre volte contro Kisame senza ricordarsi il suo nome, e soffre molto di mal di mare.
Lee ha una vera e propria venerazione per lui, dovuta anche al fatto che Gai è stato il primo a credere in lui e ad aiutarlo a diventare un ninja, e il legame tra loro è così forte che per aiutarlo a superare la paura dovuta all'operazione che avrebbe dovuto affrontare dopo lo scontro con Gaara Gai gli promise che se fosse morto durante l'operazione sarebbe morto insieme a lui. 
Gai si considera da sempre il rivale di Kakashi e lo sfida spesso nonostante questi non abbia alcuna voglia di affrontarlo; finora le sfide tra i due sono state 101: Gai ne ha vinte cinquanta e va particolarmente fiero di ciascuna di esse, mentre Kakashi sceglie sempre sfide banali e veloci.

## Storia
Gai è il figlio di Dai Maito e al suo primo esame per diventare Chunin era in squadra con Ebisu e Genma Shiranui. Nella seconda parte dell'esame si scontrò con il team capitanato da Minato Namikaze e composto da Kakashi, Obito Uchiha e Rin Nohara sconfiggendo facilmente il secondo, che sconfisse nuovamente nella terza parte. Nell'ultima parte venne tuttavia battuto da Kakashi, che da quel momento considerò suo rivale.
Durante la Terza guerra ninja Gai e il suo team vennero attaccati dai Sette spadaccini della Nebbia e riuscirono a salvarsi solo grazie al sacrificio di Dai, che aprì l'ottava porta del chakra. Quando la Volpe a nove code attaccò Konoha, Gai e il resto dei suoi compagni non poterono partecipare alla difesa del villaggio per ordine del padre di Kurenai Yuhi e degli altri Jonin.
Dopo la promozione a Jonin divenne il capitano della squadra formata da Neji Hyuga, Tenten e Rock Lee, che iscrive agli esami di selezione dei chunin. Durante la terza prova il villaggio viene attaccato dai ninja del Suono e della Sabbia e in questa occasione tenta di sconfiggere più nemici possibile insieme a Kakashi, ma non riesce a catturare Kabuto. Quando Itachi Uchiha e Kisame arrivano al Villaggio per catturare Naruto Gai accorre in aiuto di Kakashi, Kurenai e Asuma e affronta Kisame riuscendo a metterlo in difficoltà, ma lo scontro non si conclude visto che i due membri di Alba fuggono poco dopo. Sempre in questo periodo Gai accudisce Lee, ferito gravemente da Gaara, affidandolo alle cure di Tsunade, che alla fine riesce ad operarlo e a metterlo in condizioni di riprendere il mestiere di ninja.
Nella seconda parte Gai, insieme al suo team, viene inviato da Tsunade in supporto al team Kakashi nella missione al Villaggio della Sabbia contro Alba: durante il viaggio sconfigge una copia di Kisame e in seguito affronta una copia di sé stesso che riesce a sconfiggere solo con la propria forza di volontà e il sostegno di Lee. Dopo l'invasione di Pain Gai ritorna al Villaggio per poi ripartire insieme a Naruto, Yamato e Aoba Yamashiro verso l'isola segreta nel Villaggio della Nuvola per tenere al sicuro le forze portanti: qui affronta Kisame per la terza volta e, nonostante la sconfitta, il membro di Alba riesce a suicidarsi in modo da non consegnare informazioni al nemico, cosa che porta Gai a riconoscerne il valore come shinobi e a promettergli che non si scorderà mai il suo nome.
Allo scoppio della Quarta guerra ninja Gai viene reclutato nella Terza divisione comandata da Kakashi e dopo essere stati impegnati in vari scontri i due si recano da Naruto e Killer Bee lottando contro i cercoteri controllati da Obito. In seguito alla sconfitta di quest'ultimo e alla momentanea dipartita di Naruto e Sasuke, Gai decide di sacrificarsi per provare a sconfiggere Madara Uchiha aprendo l'ottava porta: grazie alla devastante tecnica che ne deriva Gai provocherà gravissimi danni a Madara, che affermerà di non essere morto per puro caso e che Gai è il miglior utilizzatore di taijutsu di sempre, ma non riuscirà ad ucciderlo. Gai verrà comunque salvato da Naruto, che grazie al potere appena ottenuto dall'Eremita delle Sei Vie riesce a fermare gli effetti dell'apertura dell'ultima porta.
Gai sopravvive ma rimane con le ossa della gamba destra irrimediabilmente fratturate, cosa che lo costringe sulla sedia a rotelle.

## Capacità ninja
A differenza di Lee, Gai sa usare sia le arti magiche (lo si è infatti visto usare la Tecnica del richiamo) che quelle illusorie ma semplicemente non gli piacciono e ad esse preferisce il taijutsu. È considerato il Jonin più forte di Konoha dopo Kakashi.
Ha più volte dimostrato una forza al limite dell'inumano, ottenuta grazie al durissimo allenamento cui si sottopone giornalmente: parte di esso consiste nel portare sempre dei pesi alle caviglie di cui si può liberare solo quando deve difendere coloro che ama, cosa che ha fatto promettere anche a Lee; una volta tolti la sua velocità aumenta al punto di rendere i suoi movimenti del tutto imprevedibili.
La sua abilità peculiare consiste nell'apertura delle otto porte del chakra, cioè i limitatori naturali e inconsci della quantità di energia cui un ninja può attingere dal suo corpo, ed essendo in grado di aprirle tutte Gai è senza dubbio il personaggio più forte di Naruto per quanto riguarda il taijutsu; lo stesso Madara Uchiha, durante la Quarta guerra ninja, si complimenterà con lui ammettendo che era dai tempi del Primo Hokage che non trovava un avversario tanto valido, definendo la sua abilità marziale di un livello talmente elevato da non aver mai incontrato nessuno che si avvicini anche solo lontanamente a lui.
A differenza del suo pupillo Gai possiede anche una resistenza straordinaria: nonostante, infatti, in alcuni scontri apra ben sette porte ed usi la devastante tecnica che ne deriva, anziché ridurre il proprio corpo in uno stato di immenso dolore ancora peggiore di quello subito da Lee dopo l'apertura della quinta porta Gai resta solamente molto stanco dopo il combattimento; anche dopo aver aperto la settima porta, nello scontro con Kisame sull'isola-tartaruga, il suo fisico ne accusa gli effetti solo successivamente allo scontro sebbene si rivelino poi estremamente dolorosi.